# Trigonocefalia
A Trigonocefalia é a fusão prematura da sutura metópica (parte da sutura frontal que une as duas metades do osso frontal do crânio) no qual uma anormalidade em forma de V ocorre na parte frontal do crânio. Caracteriza-se por uma prominência triangular da frente e olhos muito juntos.